# نهضة الوطن (إندونيسيا)
نهضة الوطن هي منظمة إسلامية مقرها في لومبوك، مقاطعة نوسا تنجارا الغربية في إندونيسيا. تم تأسيس المنظمة من قبل محمد زين الدين عبد المجيد في بانكور، شرق لومبوك ريجنسي في عام 1953. تعمل المنظمة كأداة للحركة المجتمعية والتعليم الدعوي. وهي حاليا أكبر منظمة جماهيرية إسلامية وأكثرها نفوذا في لومبوك.

## التاريخ
خلال عصر الصحوة الوطنية في أوائل القرن العشرين، شهدت إندونيسيا توسعًا سريعًا في النشاط الاجتماعي والديني الإسلامي، وشهدت إنشاء اثنين من أكثر المنظمات الإسلامية نفوذاً: المحمدية (1912) ونهضة العلماء (1926). بينما كانت المحمدية مستوحاة من الحداثة المستوردة من الشرق الأوسط، تأسست نهضة العلماء الموجهة نحو الإسلام العامي والتوفيقي، لمواجهة الاتجاه الحداثي. قامت نهضة العلماء بإنشاء فروع متعددة عبر الأرخبيل بما في ذلك لومبوك، حيث ترأس الفرع العالم المحلي الجذاب محمد زين الدين عبد المجيد المعروف أيضًا باسم مولانا سيخ.
مولانا سيخ تلقى تعليمه في مكة، وبعد أن أنهى دراسته في عام 1934 عاد إلى لومبوك حيث أسس مجاهدين (مدرسة داخلية إسلامية).  في وقت لاحق قام بتجديد البيزنترين في مدرسة إسلامية للطلاب من الذكور، ومدرسة نهضة الوطن الإسلامية في عام 1937. كما بنى مدرسة دينية للطالبات، ومدرسة نهضة البنات دينية الإسلامية في عام 1943. مع تزايد النمو والشعبية دفع هذا مولانا لتوسيع عملياتها لتشمل قرى أخرى في لومبوك. ثم أسس منظمة نهضة الوطن في شرق لومبوك ريجنسي في 1 مارس 1953. منذ تأسيسها لعبت المنظمة دورًا رئيسيًا في أسلمة لومبوك.
خلال عهد النظام الجديد، تعاونت نهضة الوطن مع الحزب الحاكم غولكار، على الرغم من عدم وجود أي انتماء سياسي ثابت. خلال (1965-1975) كان لنهضة الوطن حوالي 360 مدرسة تعمل على الأرض. في عام 1997 كانت نهضة الوطن تدير حوالي 600 مدرسة والعديد من الجامعات الخاصة ودور الأيتام. مع وفاة مولانا وسقوط سوهارتو، والانتقال الديمقراطي، شهدت نهضة الوطن حقبة مضطربة في أواخر القرن العشرين إلى أوائل القرن الحادي والعشرين، حيث اشتملت الصراعات الداخلية على جميع الأعضاء النشطين تقريبًا. اليوم تدير نهضة الوطن المدارس الدينية في جميع أنحاء الأرخبيل الإندونيسي، بما في ذلك جاكرتا ورياو وكاليمانتان وسولاويزي.
حصل مولانا سيخ على لقب البطل الوطني لإندونيسيا عام 2017 لدوره في تأسيس نهضة الوطن.